# Arnolds Luckāns
Arnolds Luckāns (22 februari 1978) is een Letse schaker met een FIDE-rating van 2457 in 2005 en rating 2469 in 2016. Hij is een FIDE meester (FM). 
In augustus 2003 won hij het toernooi Riga 2003.
In mei 2005 speelde hij mee in het toernooi om het kampioenschap van Letland en eindigde hij met 7 uit 12 op de vierde plaats.
In augustus 2006 werd hij elfde bij het Liepajas Rokade rapidschaak-toernooi in Liepaja.

## Externe koppelingen
- (en)   Informatie over schaakpartijen van Arnolds Luckāns op ChessGames.com
- (en)   Informatie over schaakpartijen van Arnolds Luckāns op 365chess.com
- (en)  FIDE-ratinggegevens voor Arnolds Luckāns